# William H. Clothier
William H. Clothier (* 21. Februar 1903 in Decatur, Illinois; † 7. Januar 1996 in Los Angeles, Kalifornien) war ein US-amerikanischer Kameramann.

## Biographie
William Clothiers Karriere beim Film begann bei Warner Bros. als Kulissenmaler. Später wurde er Kameratechniker (meist in B-Western). 1927 traf er auf Harry Perry, der ihn in sein Aufnahmeteam holte. Als Kameratechniker mit dem Spezialgebiet Luftaufnahmen arbeitete er an dem ersten Oscar-Gewinner der Filmgeschichte, Wings. Paramount nahm nun den jungen Mann unter Vertrag. Clothier konnte mit den erfahrenen Bert Glennon und Victor Milner arbeiten. Als der Tonfilm zum Standard wurde, wechselte Clothier zu RKO Pictures. Der Regisseur von Wings, William A. Wellman, nahm Clothier zum Set von The Conquerors, wo er wieder für die Luftaufnahmen sorgte. Als, meist unerwähnter, Kamera-Assistent arbeitete er an Filmen wie dem Western Cimarron (1930) und dem Horrorklassiker King Kong und die weiße Frau (1933).
1933 verließ Clothier Hollywood in Richtung Spanien, wo er drei Filme als Chef-Kameramann drehte. Nach seiner Rückkehr in die USA trat er der US Air Force bei. Während des Zweiten Weltkrieges nahm er als Lieutenant Colonel an 17 Missionen auf einer B-17, der sogenannten Memphis Belle, teil. Clothier diente in einer Spezial-Abteilung für Luftaufnahmen. Mit diesen Erfahrungen und mit Filmmaterial aus dieser Zeit drehten er und William Wyler den Dokumentarfilm The Memphis Belle: A Story of a Flying Fortress. Hierbei konnten die Zuschauer einige der wenigen Farbaufnahmen von Luftkämpfen während des Krieges sehen.
Nach Kriegsende nahm Clothier seine Tätigkeit als Kameramann in Hollywood wieder auf. Regisseur John Ford arbeitete oft mit ihm zusammen, auch Wellman kam immer wieder auf den nun bekannten Chef-Kameramann zu, bei dessen Filmen er sehr viel experimentieren konnte, sowohl in Hinsicht auf Luftaufnahmen als auch auf Farbtechniken. John Wayne war oft Hauptdarsteller bei Ford und Wellman. Nach der Arbeit an Waynes Regie-Debüt Alamo führte Clothier bei einer großen Anzahl der folgenden John-Wayne-Filme die Kamera, wobei viele von ihnen von Andrew V. McLaglen, einem früheren Regie-Assistenten von Ford und Wellman, inszeniert wurden. 1965 wurde er Mitglied der American Society of Cinematographers (ASC).
Seinen letzten Film machte Clothier 1973 mit dem Western Dreckiges Gold. Als Chef-Kameramann arbeitete er in seiner Karriere an über 50 Kinofilmen.

## Auszeichnungen
- 1961: Oscar-Nominierung für Alamo
- 1965: Oscar-Nominierung für Cheyenne
- 1973: Trustees Award der Western Heritage Awards für seine Verdienste um den Western
- 1995: Auszeichnung seines Lebenswerkes mit dem  President's Award durch die American Society of Cinematographers (ASC)

## Filmografie (Chef-Kameramann; Auswahl)
- 1948: Bis zum letzten Mann (Fort Apache)
- 1953: Das letzte Signal (Island in the Sky)
- 1954: Es wird immer wieder Tag (The High and the Mighty)
- 1954: Spur in den Bergen (Track of the Cat)
- 1955: Fluggeschwader LB 17 greift ein (Top of the World)
- 1955: Der Seefuchs (The Sea Chase)
- 1955: Der gelbe Strom (Blood Alley)
- 1956: Der Siebente ist dran (Seven Men from Now)
- 1957: Düsenjäger (Jet Pilot)
- 1957: Massaker – Der Galgen muß warten (Dragoon Wells Massacre)
- 1957: Bomber B-57 (Bombers B-57)
- 1958: China Doll
- 1958: Im Höllentempo nach Fort Dobbs (Fort Dobbs)
- 1958: Patrouille westwärts (Escort West)
- 1958: Von Panzern überrollt (Darby's Rangers)
- 1959: Der letzte Befehl (The Horse Soldiers)
- 1960: Alamo (The Alamo)
- 1961: Gefährten des Todes (The Deadly Companions)
- 1961: Feuersturm (Ring of Fire)
- 1961: Die Comancheros (The Comancheros)
- 1962: Durchbruch auf Befehl (Merrill's Marauders)
- 1962: Der Mann, der Liberty Valance erschoß (The Man Who Shot Liberty Valance)
- 1963: Die Hafenkneipe von Tahiti (Donovan's Reef)
- 1963: MacLintock (McLintock!)
- 1964: Die blaue Eskadron (A Distant Trumpet)
- 1964: Cheyenne (Cheyenne Autumn)
- 1965: Der Mann vom großen Fluß (Shenandoah)
- 1966: Rancho River (The Rare Breed)
- 1966: San Fernando (Stagecoach)
- 1966: Das Mondkalb (Way… Way Out)
- 1967: Der Weg nach Westen (The Way West)
- 1967: Die Gewaltigen (The War Wagon)
- 1968: Die fünf Vogelfreien (Firecreek)
- 1968: Die Teufelsbrigade (The Devil's Brigade)
- 1968: Bandolero (Bandolero!)
- 1968: Die Unerschrockenen (Hellfighters)
- 1969: Die Unbesiegten (The Undefeated)
- 1970: Geschossen wird ab Mitternacht (The Cheyenne Social Club)
- 1970: Chisum
- 1970: Rio Lobo
- 1971: Big Jake
- 1973: Dreckiges Gold (The Train Robbers)